# Karl Bosl
Karl Bosl, né le 11 novembre 1908 à Cham, Haut-Palatinat et mort le 18 janvier 1993 à Munich, est un historien allemand.
Après 1945, Bosl devient l'un des historiens allemands les plus respectés et les plus influents. Son récit de la ministérialité impériale, publié en 1950, établit sa bonne réputation dans les études médiévales. Bosl est nommé à la chaire d'histoire médiévale et moderne de l'Université Jules-Maximilien de Wurtzbourg en 1953. À partir de 1960, il occupe la chaire d'histoire bavaroise et d'histoire régionale comparée à l'Université de Munich.
Peu de temps après la fin de la guerre, Bosl affirme non seulement avoir pris ses distances avec le régime national-socialiste, mais aussi avoir activement résisté. Selon une étude de Peter Herde (de) et Benjamin Kedar publiée en 2011, Bosl s'est comporté de manière extrêmement opportuniste et conforme au système et s'est faussement présenté comme un combattant de la résistance.

## Biographie
Karl Bosl est issu d'un milieu modeste et passe son Abitur en 1927 au lycée humaniste de l'abbaye de Metten. À partir du semestre d'été 1927, Bosl étudie l'histoire, l'allemand, les langues classiques et la philologie latine médiévale avec Paul Lehmann (de) à Munich, entre autres. En tant qu'étudiant, il rejoint l'Association des étudiants catholiques d'Alberta dans le KV (de), dont il est resté un membre dévoué jusqu'à sa mort. En plus de son appartenance au KV, Bosl est également membre du KBStV Rhaetia München (de). Selon Dirk Walter, Bosl est un conservateur de droite dans la République de Weimar. Au printemps 1931, il termine ses études par l'examen d'État de philologie classique, d'allemand et d'histoire. À partir du printemps 1932, il travaille dans des écoles à divers endroits.
Bosl est membre du Stahlhelm depuis 1930. Après la « prise du pouvoir » des nationaux-socialistes, Bosl rejoint le NSDAP le 1er mai 1933 (numéro de membre 1 884 319), devient membre du NS-Lehrerbund en 1934 et rejoint également la SA quelques semaines plus tard. Cependant, son adhésion à la SA prend fin en 1934 et il manque d'implication dans le NSDAP. La direction du Reich du NSDAP le supprime ensuite en tant que membre. De 1935 à 1938, Bosl travaille au "Bureau régional de la Fédération de l'Est allemand (de), qui mène des recherches sur l'Est sous la direction de Theodor Oberländer. En mai 1937, Bosl demande à être réintégré dans le parti. La reprise de l'adhésion est liée à la prochaine nomination officielle de Bosl et vise à promouvoir de nouvelles carrières universitaires. En juin 1938, Bosl comble également le paiement des contributions dues. Bosl obtient son doctorat à Munich en 1938 sous la direction de Karl Alexander von Müller (de) avec une thèse sur Das Nordgaukloster Kastl (Gründung, Gründer, Wirtschafts- und Geistesgeschichte). La même année, il se marie avec une chrétienne évangélique.
En 1939, Bosl reçoit une mission de recherche sur le thème "The Lehns- und Holzrechte im Berchtesgadner Land" dans le cadre du projet de recherche SS Ahnenerbe sur la forêt et l'arbre dans l'histoire intellectuelle et culturelle aryenne-germanique; pour ce projet, il reçoit un soutien mensuel de 120 Reichsmarks. Le projet à concentration thématique est le plus grand projet de recherche en sciences humaines allant au-delà de "simples déclarations d'intention et de planification préliminaire".
Après avoir terminé sa thèse, Bosl se concentre sur la ministérialité impériale. Pendant la guerre, Bosl rédige sa thèse d'habilitation à Munich "La ministérialité impériale des Saliens et des Staufer". Le travail est financé par Theodor Mayer (de), qui devient l'un des médiévistes les plus influents de l'ère national-socialiste. Avec cette orientation thématique, Bosl réussit à rattraper les principales études médiévales. Cependant, il continue à travailler à temps plein comme enseignant et à partir de 1940, il est professeur au lycée humaniste d'Ansbach (de). En 1942, Bosl tente de publier sa thèse d'habilitation, qui est sur le point d'être achevée, dans la série de publications « Ahnenerbe ». Bosl est habilité en 1944 à l'Université de Munich; Cependant, les conditions de guerre empêchent Bosl de recevoir le statut de conférencier privé du ministère des Sciences du Reich. Bosl est actif dans la Fédération de l'Est allemand, dans la Ligue coloniale du Reich et dans le Secours populaire national-socialiste. À Ansbach en décembre 1944, Bosl évoque Das Reich comme une idée politique devant le chef du district NS et invite des invités du parti, de l'État, de la Wehrmacht et des affaires. Dans ce discours patriotique, il confie au Reich une « mission géopolitique » de « première puissance » sur l'Europe. Dans le cadre de l'effort de guerre des sciences humaines allemandes (de), Bosl participe régulièrement à des conférences. Dans le cadre de "l'effort de guerre", Bosl peut publier son premier essai dans une anthologie éditée par Theodor Mayer. Lors d'une conférence en janvier 1945 dans la ville natale d'Hitler à Braunau, Bosl donne une conférence sur l'expansion de l'État dans la région bavaroise. Le contenu spécifique est inconnu car le texte n'a pas pu être trouvé jusqu'à présent. En octobre 1945, il tente de crédibiliser sa sortie du national-socialisme avec sa contribution « L'essence de la vraie germanité (vue historiquement) » en invoquant « le Moyen Âge universaliste avec sa grandeur, sa magnanimité et son humilité ».
Dans la procédure du conseil d'arbitrage, Bosl est qualifié de "suiveur". Il s'y oppose et soumet une série d'affidavits témoignant de son éloignement du national-socialisme et de sa participation à la résistance. Après les recherches de Herde et Kedar, Bosl se lie d'amitié avec le sergent américain Frank D. Horvay. Horvay fait une expertise sur lui. Bosl est alors classé comme "exonéré". À partir de 1947, Bosl est chargé de cours privé à Munich et impliqué dans la reconstruction du système des lycées bavarois en tant que représentant du ministère de l'Éducation (de). Le 24 mars 1948, Bosl est classé "disculpé" par le tribunal d'Ansbach-Ville. En 1949, il est cofondateur de l'Association bavaroise de philologie (de) et son premier président jusqu'en 1954, puis son président d'honneur. Vers 1950, Bosl est brièvement professeur d'allemand, de grec et d'histoire au lycée Maximilien de Munich (de). En 1951, il a un poste d'enseignant à l'Université de Munich. En 1953, il est nommé professeur à la chaire d'histoire médiévale et moderne de l'université de Wurtzbourg. En 1954, il commence à enseigner à Wurtzbourg et est élu la même année à la commission d'histoire régionale bavaroise (de). Il se concentre sur l'histoire bavaroise. De 1960 jusqu'à sa retraite en 1977, il succède à Max Spindler (de) à l'Institut d'histoire bavaroise (de) de l'Université de Munich, où il occupe la chaire d'histoire bavaroise et d'histoire comparée de l'État avec un accent particulier sur les temps modernes.
Bosl est particulièrement actif en tant qu'enseignant universitaire; à sa chaire, il supervise 205 mémoires. Les étudiants universitaires de Bosl comprennent Richard Bauer (de), Wolfgang Benz, Werner K. Blessing (de), Peter Blickle (de), Günter Christ (de), Richard van Dülmen (de), Wolf D. Gruner (de), Ludwig Hammermayer (de), Peter Claus Hartmann (de), Alfred Haverkamp (de), Klaus-Dietmar Henke (de), Paul Hoser (de), Ludwig Hüttl (de), Rolf Kießling (de), Ulrich Linse (de), Karl Möckl (de), Friedrich Prinz (de), Wolfgang Quint, Hermann Rumschöttel (de), Ferdinand Seibt (de), Wilhelm Störmer (de), Manfred Treml (de) et Otto Weiß (de). En outre, de nombreux enseignants du secondaire rédigent leurs papiers d'admission à Bosl et continuent de façonner la vie culturelle en Bavière à ce jour.
En 1961, Bosl est élu membre à part entière de l'Académie bavaroise des sciences. Bosl est l'un des membres fondateurs du groupe de travail de Constance d'histoire médiévale (de) (1960). L'apogée de sa reconnaissance scientifique survient dans les années 1970. Bosl devient membre correspondant de la Medieval Academy of America (1970) et de la British Academy (1970). En 1973, il est élu membre correspondant de l'Académie autrichienne des sciences. En 1977, il occupe le poste de professeur invité Carl-Schurz à l'Université de Madison/Wisconsin et en 1978 le poste de professeur Rose-Morgan à l'Université d'État du Kansas à Lawrence.
Bosl reçoit de nombreuses distinctions et récompenses, dont le prix de la culture Nordgau de la ville d'Amberg (de) dans la catégorie "Patrimoine" (1958), la médaille Adalbert-Stifter (de) de l'Association patriotique allemande des Sudètes (de) (1968), l'Ordre bavarois du Mérite (1970), la Grande Croix fédérale du mérite de la République fédérale d'Allemagne (1974), l'Ordre bavarois de Maximilien pour la science et l'art (1984), la Médaille constitutionnelle bavaroise (de) en or (1985), le Grand prix de la culture de l'Association patriotique allemande des Sudètes (de) (1970) et la Grande Croix du Mérite de la République fédérale avec étoile (1988). Bosl estnommé citoyen d'honneur de sa ville natale de Cham en 1984. En 1989, il reçoit le prix Waldschmidt (de).

## Travaux
L'objectif de ses recherches est principalement des études sur l'histoire sociale et économique du Moyen Âge européen. Bosl réalise un nombre inhabituellement élevé de publications avec plus de cinquante monographies et bien plus de 600 essais, entrées de manuels et critiques ainsi qu'une quarantaine de rédactions. À en juger par le grand nombre de ses publications, il est l'un des médiévistes les plus titrés de son temps/ L'immense activité de publication de Bosl suscite également des critiques. On l'accuse de faire passer la quantité avant la qualité. Son travail sur l'histoire non allemande présente des faiblesses flagrantes. Son œuvre la plus importante est probablement La ministérialité impériale des Saliens et des Staufer. Le travail est orienté prosopographiquement. Bosl identifie les «partisans du ministère impérial de l'idée d'État de Hohenstaufen» région par région. Il écrit à propos de l'empereur Henri IV qu'il s'est donné pour tâche « d'étendre la base folklorique de son règne et d'utiliser de nouvelles forces pour soutenir la volonté et le travail de l'État territorial de la haute noblesse et d'une église impériale émancipée dans une realpolitik douce et avec les mêmes moyens s'opposent à une nouvelle planification royale". Pas plus tard qu'en 1943, Bosl a écrit, à la suite de l'historien d'État national-socialiste Adolf Helbok : «Ainsi (avec la politique ministérielle) le royaume germain [...] a conquis l'élite raciale des classes paysannes et non libres du peuple pour le missions de l'État ». En 1972, Bosl présente un compte rendu de l'histoire sociale médiévale. Bosl devient l'un des moteurs les plus importants de l'histoire sociale dans les années 1960 et 1970. Il aide une "perspective socio-historique dans les études médiévales à réaliser une percée.
De son vivant, Bosl est l'un des historiens les plus populaires de Bavière. Non seulement il publie beaucoup , mais il fait aussi parfois de la publicité dans un environnement peu orthodoxe, par exemple dans des tentes à bière ou dans des tavernes, dans des conférences sur l'histoire bavaroise. En tant qu'historien d'État, Bosl est considéré comme particulièrement progressiste. Depuis les années 1960, il ouvre l'histoire de l'État à des sujets tels que la révolution de 1918/19. La représentation de la Bavière en transition est fondamentale.
Dans ses remarques sur « l'état » du Moyen Âge dans le manuel classique d'histoire allemande, le « Gebhardt (de) », Bosl renoue encore en 1970 avec les anciennes images historiques du XIXe et du début du XXe siècle. Selon celles-ci, l'empire des Ottoniens, des Saliens et des Staufers est considéré comme extrêmement puissant en Europe. Les princes impériaux, avec leurs intérêts particuliers, et la papauté, avec sa lutte pour la suprématie, sont considérés comme les « fossoyeurs » du pouvoir impérial. Bosl dit de l'église : « Quiconque régnait à Rome était le dirigeant du monde occidental ; là, sa position de dirigeant a été sanctionnée. En tant que protecteurs de l'Église et propagateurs de la foi chrétienne, les empereurs ont rempli une tâche missionnaire culturelle, qui a également donné plus de sens à leur politique de l'Est. Pendant deux siècles, l'État impérial, comme le plus stable de son temps, a assuré la paix et l'ordre en Europe centrale et a ainsi rendu possible l'essor de la haute culture médiévale en premier lieu. Les revendications sur les régions de l'Est perdues à la suite du traité de Versailles sont justifiées dans la République de Weimar par la "tâche missionnaire culturelle", qui donne à la politique de l'Estimpériale un "sens élevé". À l'époque national-soicaliste, cela sert à légitimer la politique d'extermination à l'Est. À propos des conflits avec la noblesse dans le XIe siècle, Bosl écrit: "Quelque chose comme un programme de réforme de l'État salique a émergé qui voulait placer le pouvoir royal sur de nouvelles fondations plus permanentes et le libérer de ses liens trop étroits avec l'église et la noblesse [...] Le Le but de toutes ces mesures [...] était la création d'un État royal central. Cependant, cela ne pourrait être rendu possible que si l'opposition aristocratique, qui s'appuyait sur son pouvoir enraciné et ses bons droits, ancrés dans le système féodal, était supprimée.
En 1978, l'anthologie Oberpfalz und Oberpfälzer est publiée. Il contient 21 articles et conférences très cités de la période 1939 à 1975, dont Die Markengründungen Kaiser Heinrichs III. auf bayerisch-österreichischem Boden, Nordgau und Oberpfalz als Reichsländer und Territorialstaaten, Das Nordgaukloster Kastl. Gründung und Gründer, Das kurpfälzische Territorium „Obere Pfalz“.
Au moment de la mort de Bosl, sa succession contient plus d'une centaine de manuscrits inédits. Sa fille Erika Bosl publie quatre-vingts textes en trois volumes.

## Publications (sélection)
monographies
- Das Nordgaukloster Kastl. Gründung, Gründer, Wirtschafts- und Geistesgeschichte (= Verhandlungen des Historischen Vereins von Oberpfalz und Regensburg. Band 89). Verlag des Historischen Vereins von Oberpfalz und Regensburg, Regensburg 1939 (Philosophische Dissertation, Universität München, 1939).
- Die Reichsministerialität der Salier und Staufer. Ein Beitrag zur Geschichte des hochmittelalterlichen deutschen Volkes, Staates und Reiches (= Schriften der Monumenta Germaniae Historica. Band 10). 2 Teile. Hiersemann, Stuttgart 1950/1951 (Habilitationsschrift, Universität München, 1950, Digitalisat, Teil 1, Digitalisat, Teil 2).
- mit Hermann Schreibmüller (de): Geschichte Bayerns. Lehrbuch für bayerische Geschichte. 2 Bände. Schnell & Steiner, München 1952–1955.
- Franken um 800. Strukturanalyse einer fränkischen Königsprovinz (= Schriftenreihe zur bayerischen Landesgeschichte. Band 58). Beck, München 1959; 2., erweiterte Auflage, ebenda 1969.
- Bayerische Geschichte. List, München 1971; 7., durchgesehene Auflage. Ludwig, Pfaffenhofen 1990,  (ISBN 3-7787-2116-X).
- Oberpfalz und Oberpfälzer, Verlag Michael Lassleben, Kallmünz 1978,  (ISBN 3784711294)
- Europa im Aufbruch. Herrschaft, Gesellschaft, Kultur vom 10. bis zum 14. Jahrhundert. Beck, München 1980,  (ISBN 3-406-07678-5).
- Gesellschaftsgeschichte Italiens im Mittelalter (= Monographien zur Geschichte des Mittelalters. Band 26). Hiersemann, Stuttgart 1982,  (ISBN 3-7772-8206-5).
- Die bayerische Stadt in Mittelalter und Neuzeit. Altbayern, Franken, Schwaben. Pustet, Regensburg 1988,  (ISBN 3-7917-1182-2).
- Gesellschaft im Aufbruch. Die Welt des Mittelalters und ihre Menschen. Pustet, Regensburg 1991,  (ISBN 3-7917-1281-0).

rédactions
- Bosls bayerische Biographie. 8000 Persönlichkeiten aus 15 Jahrhunderten. Pustet, Regensburg 1983,  (ISBN 3-7917-1162-8); Ergänzungsband: Bosls bayerische Biographie. 1000 Persönlichkeiten aus 15 Jahrhunderten. Pustet, Regensburg 1988,  (ISBN 3-7917-1153-9) (Digitalisat beider Bände).
- Die Erste Tschechoslowakische Republik als multinationaler Parteienstaat. Vorträge der Tagungen des Collegium Carolinum in Bad Wiessee vom 24.–27. November 1977 und vom 20.–23. April 1978 (= Bad Wiesseer Tagungen des Collegium Carolinum.). Oldenbourg, München 1979,  (ISBN 3-486-49181-4).
- Handbuch der Geschichte der böhmischen Länder. 4 Bände. Herausgegeben im Auftrag des Collegium Carolinum (de). Hiersemann, Stuttgart 1966–1974,  (ISBN 3-7772-6602-7).

conférences collectées
- Vorträge zur Geschichte Europas, Deutschlands und Bayerns. Hrsg. von Erika Bosl.  (ISBN 3-7772-9736-4).
  - Band 1: Europa von der Christianisierung bis Johannes Paul II. Hiersemann, Stuttgart 1998,  (ISBN 3-7772-9737-2).
  - Band 2: Bayern im Europäischen Kräftefeld. Hiersemann, Stuttgart 2000,  (ISBN 3-7772-0009-3).
  - Band 3: Vorträge zur bayerischen Landesgeschichte. Hiersemann, Stuttgart 2002,  (ISBN 3-7772-0225-8).

bibliographie
- Manfred Treml (de) (Red.), Lorenz Maier (de), Erika Bosl (Bearb.): Karl Bosl. Eine Bibliographie (= Materialien zur Bayerischen Geschichte und Kultur. Band 3). Haus der Bayerischen Geschichte, Augsburg 1996,  (ISBN 3-927233-43-9) (678 Titel ohne posthum Erschienenes).